# Mărăuș, Arad
Mărăuș este un sat în comuna Craiva din județul Arad, Crișana, România.

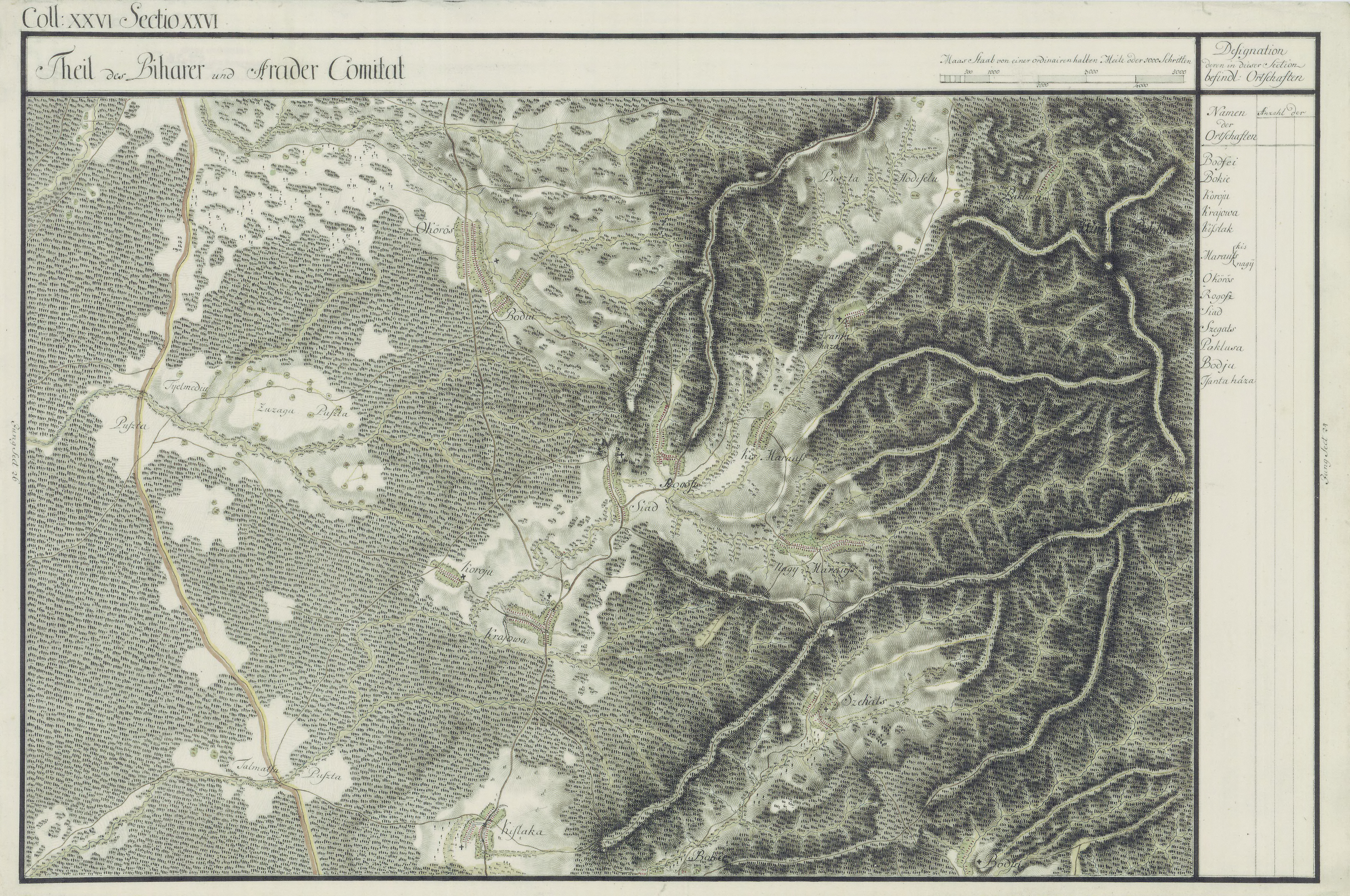
Mărăuș în Harta Iozefină a Comitatului Arad, 1782-85

Localitatea Mărăuș este situată la extremitatea nordică a judetului Arad și la poalele munților Codru Moma, între localitatile Craiva si Secaci, pe drumul județean care pleacă din Tagadau și trece prin localitățile Benesti si Bochia. Drumul, construit recent, trece în apropiere de Mărăuș peste una din ramificațiile Codrului Moma și scurtează distanța dintre Craiva si Secaci cu peste 15 km.
Ca oricare alta localitate mica, cel mai folcloric si etnografic caracter este cel religios, in a doua jumatate a secolului al XVII-lea, fiind mentionat  preotul  Vasile Stefanovivi, si de altfel, si biserica localizata pe Dealul de Maraus si edificata din lemn, cu hramul ,,Adormirea Maicii Domnului”, care se pastreaza si azi. Dupa mutarea vetrei satului, a fost inlocuita cu alta tot din lemn, construita pe locul numit ,, Cârna”, unde era si cimitirul, iar in jurul anului 1890 este inlocuita din nou cu o alta biserica tot din lemn, demolata la randul ei inainte de 1977, cand este terminata constructia bisericii actuale.
Satul este asezat pe valea unuia dintre numeroasele paraie cu apa care coboara din munti.